# Wardlow (wrestler)
Michael Austin Wardlow, noto semplicemente come Wardlow (Cleveland, 19 gennaio 1988), è un wrestler statunitense sotto contratto con la All Elite Wrestling.

## Biografia
Wardlow è cresciuto con la madre single e le due sorelle maggiori. Ha praticato pugilato e jujitsu.

## Carriera

### Circuito indipendente (2014-2019)
Wardlow ha debuttato nel circuito indipendente nel 2014 lavorando in federazioni come la American Revolution Wrestling, la International Wrestling Cartel (dove ha vinto per tre volte il titolo massimo) e la Revenge Pro Wrestling, vincendo anche qui il titolo dei pesi massimi.
Nel 2018 ha fatto un provino ad NXT, ma nonostante le ottime doti dimostrate la WWE non lo ha assunto.

### All Elite Wrestling (2019-presente)
Wardlow ha debuttato in AEW il 13 novembre 2019 nella puntata di AEW Dynamite attaccando Cody e assumendo il ruolo di guardia del corpo del rivale di quest'ultimo, MJF; tempo dopo i due sono entrati nell'Inner Circle, fazione guidata da Chris Jericho, da cui sono poi fuoriusciti nel marzo 2021 fondando una loro stable, The Pinnacle.
Il gruppo ha subito fasi alterne che hanno condotto a delle forti tensioni tra i suoi stessi membri culminate in un accesso confronto il 2 marzo 2022 tra MJF e Wardlow, in cui il primo ha dato uno schiaffo a quest'ultimo. Il 6 marzo successivo, a Revolution, Wardlow ha vinto il Ladder match con in palio una shot al TNT Championship e ha poi aiutato CM Punk a vincere il suo Dog Collar match contro MJF; nel successivo episodio di Dynamite ha ufficializzato la sua uscita dal Pinnacle. Dopo aver battuto MJF per uscire dal contratto che lo vincolava a lui è diventato ufficialmente un membro del roster vincendo il suo primo match il primo giugno.
Nella puntata di Dynamite del 6 luglio sfrutta la sua opportunitá al TNT Championship sconfiggendo Scorpio Sky in uno street fight match, vincendo così il suo primo titolo in AEW.

## Personaggio

### Mosse finali
- Fireman's carry overhead 180° spinning facebuster
- Release powerbomb

### Soprannomi
- "The Man They Call Wardlow"
- "Mr. Mayhem"

## Titoli e riconoscimenti
- All Elite Wrestling
  - AEW TNT Championship (3)
- International Wrestling Cartel
  - IWC World Heavyweight Championship (3)
  - IWC Super Indy Championship (1)
- Pro Wrestling Illustrated
  - 218° tra i 500 migliori wrestler singoli nella PWI 500 (2021)
- Revenge Pro Wrestling
  - RPW World Championship (1)